# Prozessorkühler

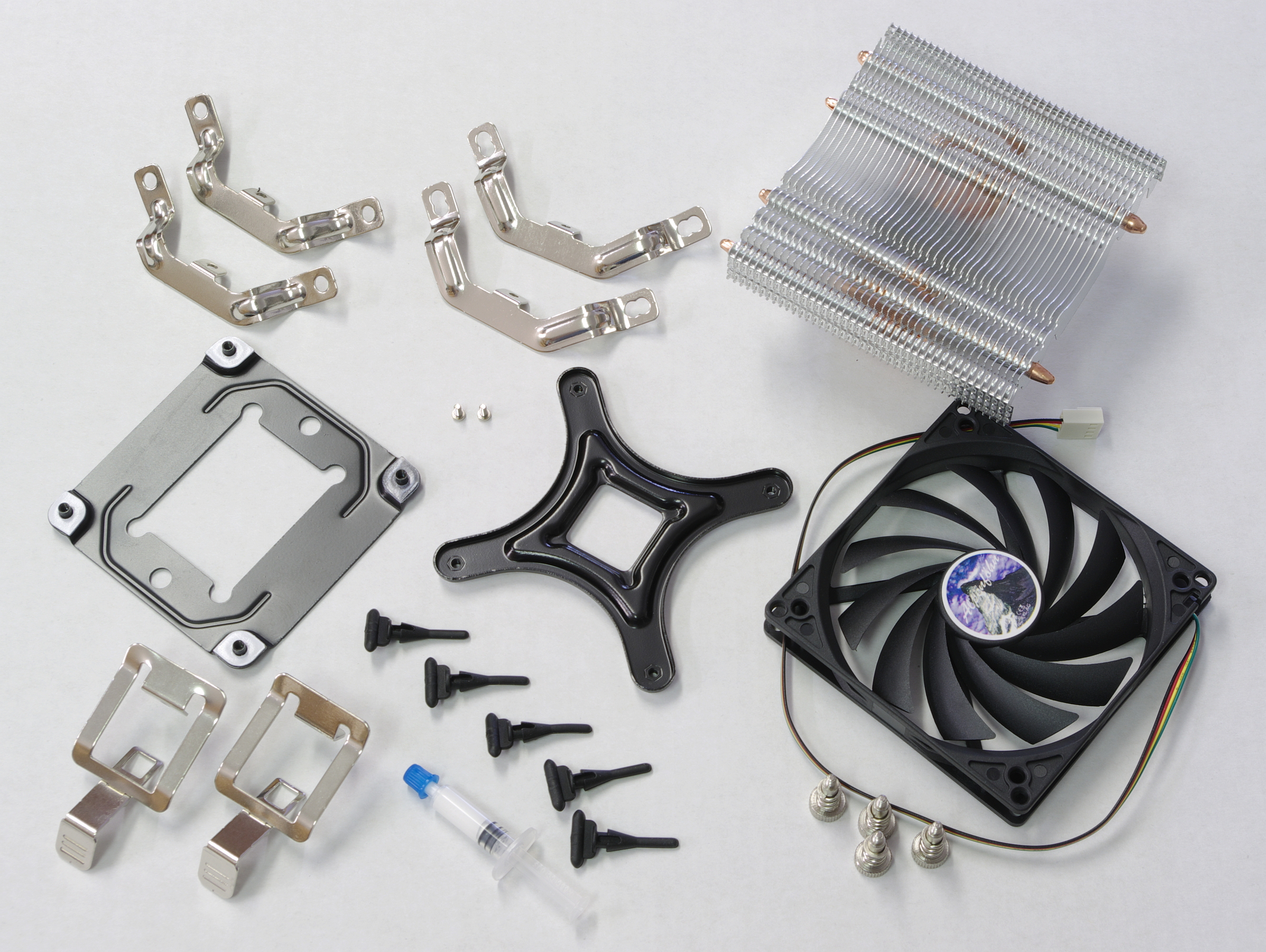
Komponenten eines Kühlers mit Montagematerial für unterschiedliche Prozessorsockeltypen

Als Prozessorkühler werden Kühlkörper bezeichnet, die auf die speziellen Anforderungen bei der Kühlung von Mikroprozessoren ausgelegt sind. Meist sind es Kühler-Lüfter-Kombinationen, verbreitet sind auch rein passive Kühlkörper und Wasserkühlungen.

## Aufgabe und Hintergründe

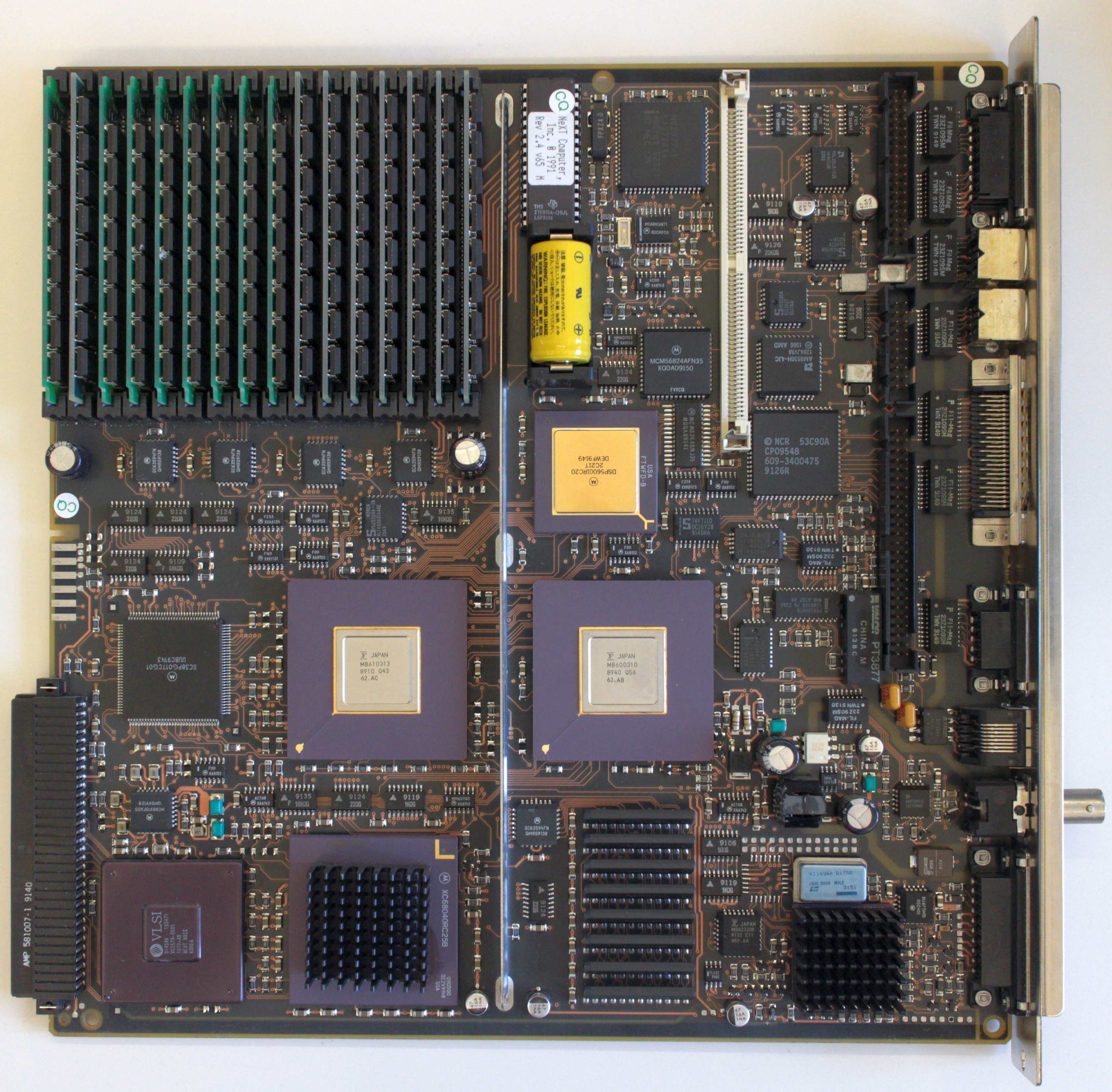
Hauptplatine des NeXTcube von 1990 mit dem 32-Bit-Mikroprozessor Motorola 68040 (25 MHz). Unten links der Mitte ist die CPU mit dem aufgesetzten passiven Kühlkörper zu erkennen, der ohne zusätzlichen Lüfter auskam.

Mikroprozessoren erzeugen, wie alle Halbleiter, im Betrieb Abwärme. Die natürliche Wärmeabstrahlung des Chips alleine reicht bei modernen Prozessoren für Personal Computer nicht aus, und ohne zusätzliche Kühlung droht somit eine Überhitzung, die zu Fehlfunktionen oder zur Zerstörung des Prozessors führen kann. Darum muss die Abwärme vom Prozessorkern in einen Kühlkörper abgeführt werden, der eine größere wärmeabgebende Oberfläche hat.
Diese Kühlkörper bestehen meist aus Aluminium, in einigen Fällen auch teilweise oder vollständig aus Kupfer. Meist werden auch Lüfter auf dem Kühlkörper angebracht. Wenn ein Kühlkörper aus Aluminium und Kupfer besteht, spricht man von einem Hybrid-Kühler. Hierbei werden die Vorteile beider Metalle optimal ausgenutzt: Kupfer leitet die Wärme schneller als Aluminium vom CPU-Chip weg (heat spreader), das für den restlichen Kühlkörper verwendete Aluminium spart gegenüber Vollkupferkühlkörpern Kosten und Gewicht. Heute werden oft Wärmerohre (Heat-Pipes) in den Kühlkörper integriert. Sie transportieren die Wärme bei geringer Masse erheblich effektiver über eine größere Entfernung (ca. 10 cm vom Prozessor bis zu den Kühlrippen) im Vergleich zur Wärmeleitung in einem Festkörper.
Die anfallende Abwärme kann durch Maßnahmen im Prozessor (Heruntertakten, Abschalten von Datenbussen) wesentlich reduziert werden, wenn nicht die volle Leistungsfähigkeit benötigt wird. Die Prozessorentwicklung hat zur Reduzierung der dynamischen Verlustleistung die Betriebsspannung immer mehr gesenkt. Allerdings sind durch die kleinen Strukturgrößen, mehr Transistoren und die aufgrund der geringen Betriebsspannung nun nicht mehr so exakt schaltenden Feldeffekttransistoren die Leckströme gestiegen, was wiederum die Verlustleistung erhöht, welche insgesamt dadurch gestiegen ist.
Fällt die Prozessorkühlung aus, würde der Prozessor ohne Schutzmaßnahmen in wenigen Sekunden zerstört. Daher ist in oder an ihm ein Temperatursensor vorhanden, der dafür benutzt wird, die Verlustleistung im Bruchteil einer Sekunde zu senken. Das geschieht durch Heruntertakten, das sogenannte Throttling (Pausenbetrieb) oder eine Sofortabschaltung. Diese Aufgaben werden vom Prozessor selbst oder vom Mainboard erledigt.

## Besonderheiten

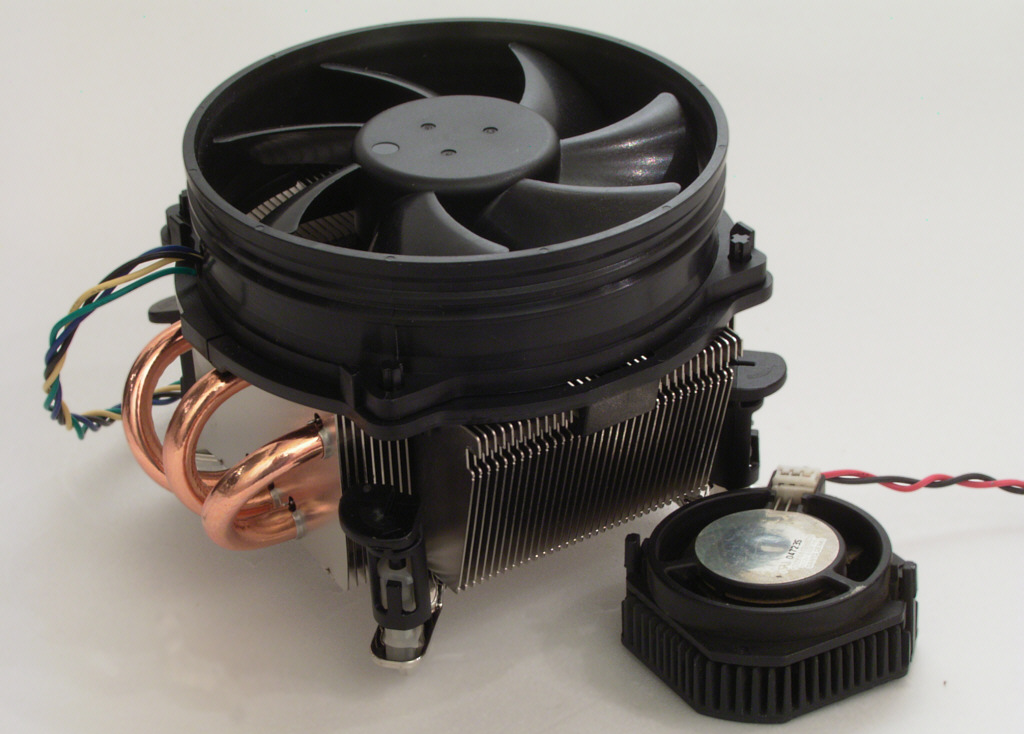
Prozessorkühler für Sockel 775: Hybridkonstruktion mit konventioneller Lüfteranordnung, Kupferboden, drei Heatpipes und Aluminiumfinnen.
Vorne rechts, zum Größenvergleich, ein Intel-Kühler für einen Pentium 1 MMX (Sockel 7).

Prozessorkühler unterscheiden sich in einigen Details von anderen Kühlkörpern und müssen einige besondere, teils widersprüchliche Anforderungen erfüllen.
Sie müssen sowohl mechanisch als auch in der Leistungsfähigkeit stets an den jeweiligen Prozessor- bzw. Sockeltyp angepasst sein. In der Vergangenheit (bis ca. 2010) erforderte eine neue Prozessorgeneration häufig neue und wegen der steigenden Verlustleistungen auch leistungsfähigere Kühler. Seitdem betragen die typischen Verlustleistungen der Mainstream-Prozessoren gleichbleibend etwa 65 Watt bis 95 W. Für Verbraucher erhältliche Modelle dieser Klasse bieten die Hersteller meist boxed zusammen mit einem Kühler und Lüfter an.
Die direkte Montage am Prozessorsockel oder auf der Hauptplatine erzwingt aus Gründen der mechanischen Stabilität eine Beschränkung der Masse. Die Hersteller geben bei modernen Systemen dafür Höchstwerte an. Daher werden oft Lüfter eingesetzt, die kleinere und leichtere Kühlkörper ermöglichen. Dadurch entsteht jedoch eine Geräuschentwicklung, und es sammelt sich mehr Staub auf dem Kühlkörper an.
Die Abwärme bei Prozessoren fällt auf einer sehr kleinen Fläche an, so dass ein guter Wärmeübergang zwischen Prozessor und Kühler wichtig ist (plane Flächen, Wärmeleitpaste). CPUs und Grafikprozessoren erreichten im Jahr 2010 Verlustleistungen von über 100 Watt pro Quadratzentimeter. Zum Vergleich: Die 18-cm-Kochplatte eines üblichen Elektroherds erreicht gerade einmal sieben bis zehn W/cm².

## Kühlungstypen
Man unterscheidet zwischen:
1. Luftkühlung

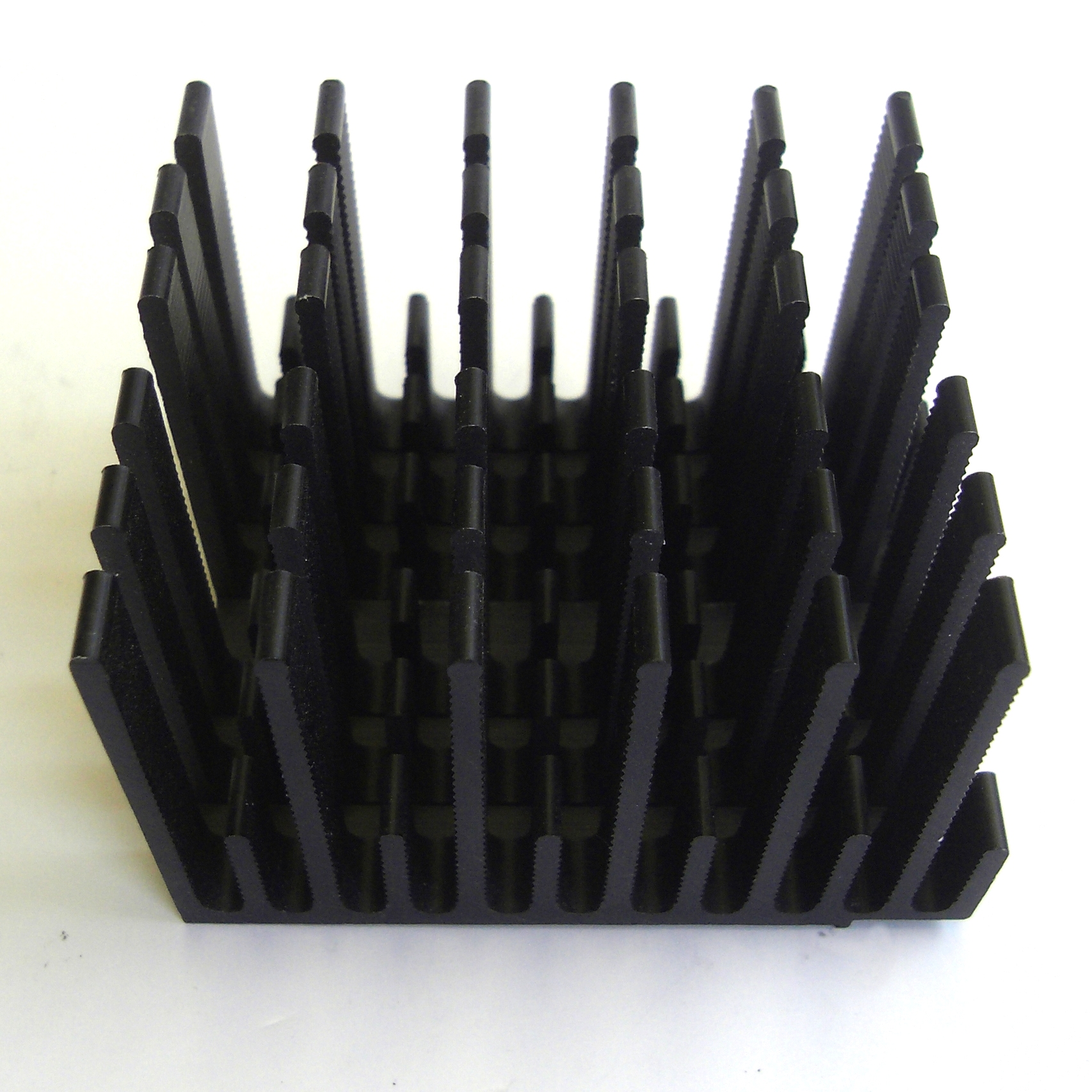
Passiver Kühlkörper für Mikroprozessoren, z. B. AMD 486, Intel 486

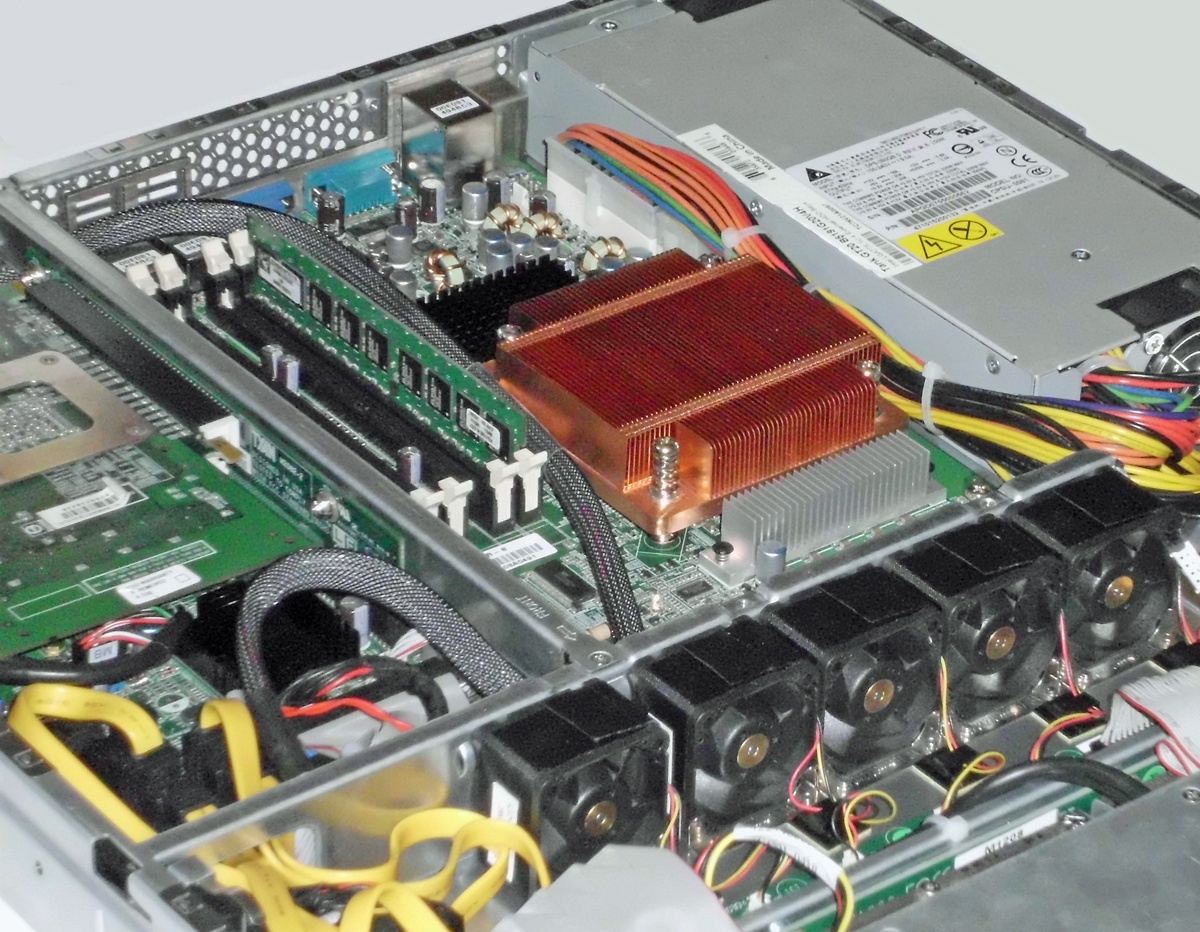
Semipassive Luftkühlung eines Servers

  1. passiv: Die Abwärme wird von einem Kühlkörper aufgenommen und über dessen Oberfläche (meist mit Rippen, Nadeln oder Lamellen zur Vergrößerung der Fläche versehen) teils an die Luft abgegeben, teils abgestrahlt. Die erwärmte Luft dehnt sich aus, strömt nach oben weg und wird durch nachströmende Kaltluft ersetzt (thermische Konvektion).
  2. aktiv: Die verbreitetste Kühlungsmöglichkeit nutzt die erzwungene Konvektion. Dabei wird der Luftstrom über den Kühlkörper durch einen zum Prozessorkühler gehörenden Lüfter erzeugt, denn eine höhere Strömungsgeschwindigkeit verstärkt den Wärmeübergang zur Luft maßgeblich. Als Lüfter können Axial- oder Radiallüfter eingesetzt werden. Ein neuartiges Konzept, das sich noch in Entwicklungsphase befindet, der Jet Cooler, verwendet piezoelektrisch angetriebene Membranen, die wie ein Blasebalg wirken, um sehr kompakte Kühlungslösungen zu verwirklichen.[2]
  3. semipassiv: Es existiert kein Lüfter am Prozessorkühler, aber Gehäuselüfter, die einen Luftstrom durch das Rechnergehäuse erzeugen, wodurch sich auch am Prozessorkühler ein stärkerer Luftstrom ergibt als allein durch thermische Konvektion. Früher wurde dafür oft der Lüfter des PC-Netzteils mit genutzt. Heute legen die Nutzer mehr Wert auf leise Rechner, und damit der Netzteillüfter langsam und damit geräuscharm laufen kann, wird die Abwärme der anderen Komponenten, unter anderem des Prozessors, über zusätzliche Gehäuselüfter aus dem Rechner gefördert.
Im (1HE) Rack-Serverbereich ist die semipassive Kühlung weit verbreitet. Vor der Systemplatine befindet sich eine Reihe von 40-mm-Lüftern mit hoher Leistung, die eine Luftströmung durch das Rechnergehäuse in Richtung der Rückwand erzeugen. Die Rippen des Prozessorkühlers sind parallel zu diesem Luftstrom ausgerichtet, wie auch die übrigen zu kühlenden Elemente (z. B. Speicherriegel) parallel zum Luftstrom angebracht sind.
2. Wasserkühlungen (siehe auch PC-Wasserkühlung)
Wasserkühlungen verwenden Wasser mit Korrosionsschutz- und Sterilisier-Zusätzen als Wärmeträger, das von einer Pumpe im Kreislauf durch speziell dafür konstruierte Prozessorkühler gefördert wird. Durch die hohe Wärmekapazität des Wassers arbeiten sie sehr effektiv.
  1. offener Kreislauf: Als Wärmeüberträger wird hier ein offenes Gefäß entsprechender Größe genutzt. Zum einen gibt das Wasser durch freie Konvektion an der Gefäßwand und zum anderen durch Verdunstung Wärme ab.
  2. aktiv: Lüfter kühlen einen dafür konstruierten Wasser-Luft-Wärmetauscher (Radiator).
  3. passiv: Ebenfalls mit Wasserumlauf durch Pumpe, jedoch ohne Lüfter am Radiator, der hierfür für freie Konvektion optimiert ist.
3. Siedekühlung
  1. offenes System: Kühlung mit verdampfenden Flüssigkeiten, beispielsweise durch flüssigen Stickstoff
 Eine in der Computer-Tuning-Szene angewandte Möglichkeit, welche den niedrigen Siedepunkt von Stickstoff (−195,80 °C) ausnutzt, um extrem übertaktete CPUs effektiv zu kühlen, was mit Luft- oder Wasserkühlung bei diesen CPU-Temperaturen nicht mehr möglich wäre. Da eine Wasserkühlung aber in den allermeisten Fällen zur CPU-Kühlung ausreicht und eine Kühlung mit flüssigem Stickstoff teuer und nicht ohne weiteres dauerhaft möglich ist, wird sie nur zu experimentellen Zwecken (Rekordversuche) genutzt. Kühlungen mit flüssigem Stickstoff sind daher auch nicht kommerziell erhältlich, sie müssen selbst gebaut werden.
  2. geschlossenes System, durch Verwendung einer Kompressionskältemaschine
 Der Verdampfer liegt entweder direkt auf der CPU auf oder kühlt ein Kältemittel (z. B. Wasser oder andere Flüssigkeiten mit niedrigerem Siedepunkt).
4. Kältemaschine (Peltier-Element oder Kompressionskältemaschine)
 Damit kann der Prozessor unter die Umgebungstemperatur gekühlt werden, aber da der Wärmetransport zusätzlichen Stromverbrauch und damit auch zusätzliche Abwärme verursacht – vor allem im Fall eines Peltier-Elements, das wenig effizient arbeitet – ist diese Kühlungsvariante kaum gebräuchlich.
5. Trockeneiskühlung, Trockeneis
 Funktioniert prinzipiell wie die Stickstoffkühlung, nur dass Trockeneis als kühlendes Medium eingesetzt wird.

## Wärmerohre (heat pipes)

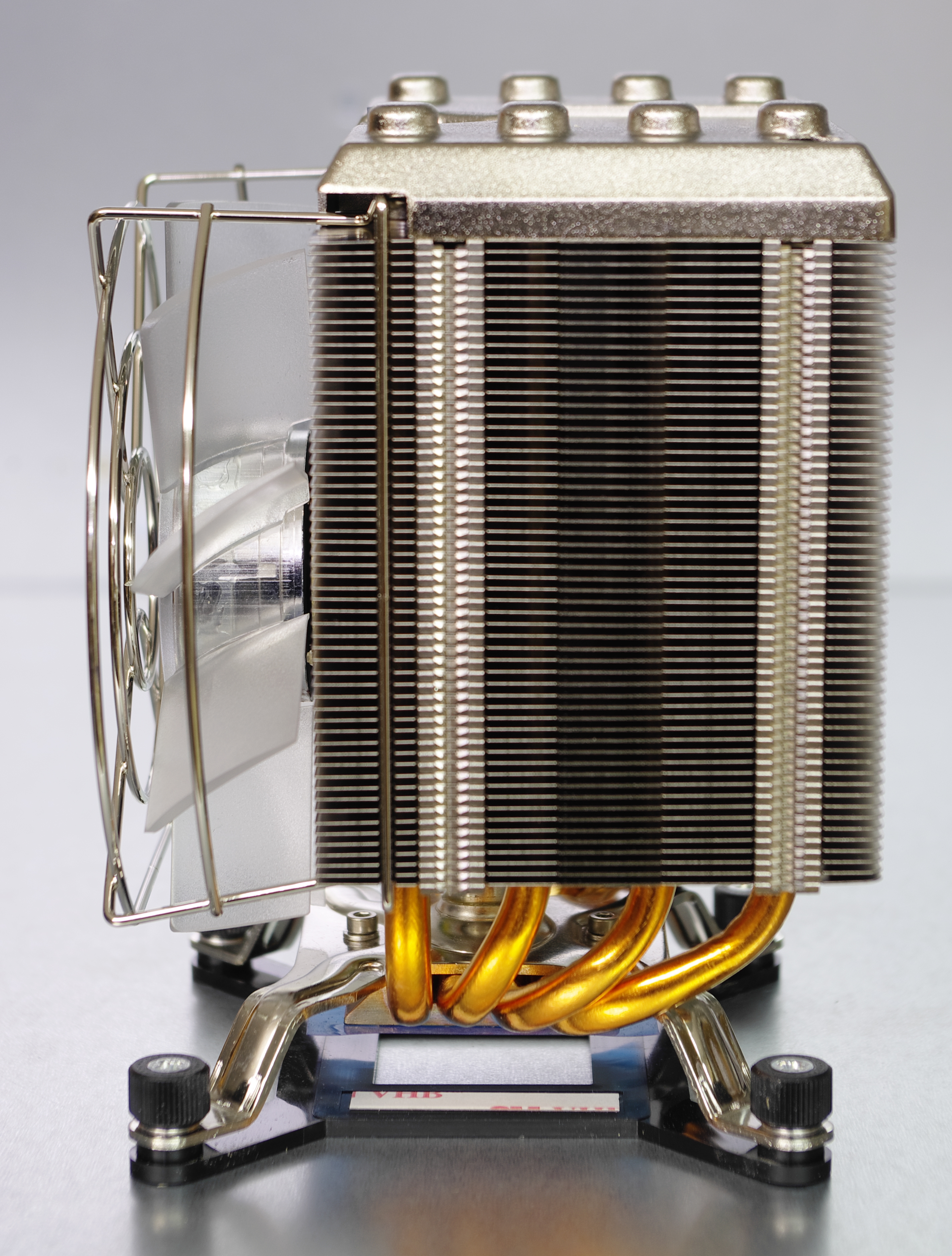
Prozessorkühler für Sockel 1366 in Tower-Bauform mit Wärmerohren

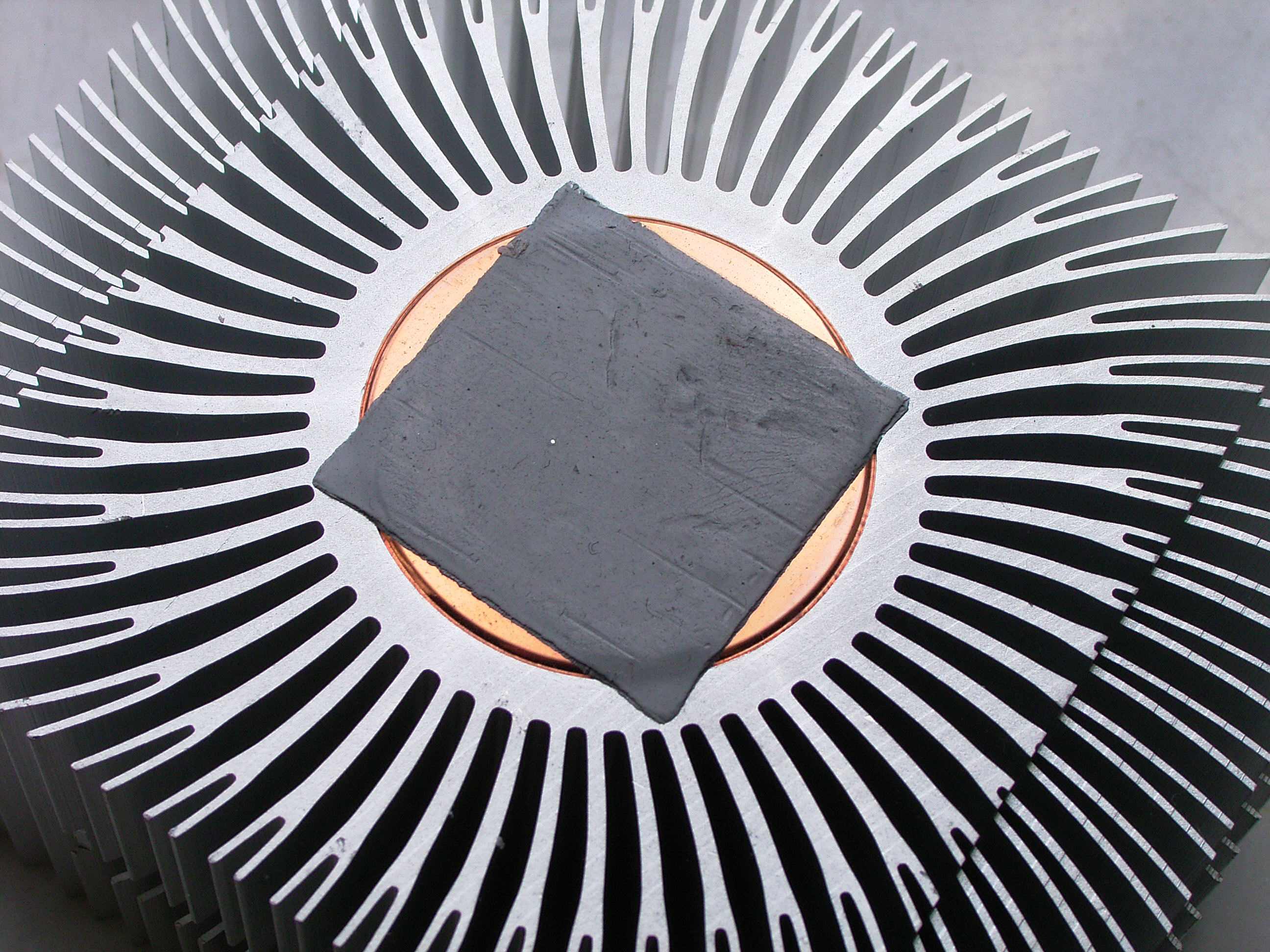
Hybridkühler mit Kupferkern und werksseitig aufgebrachtem thermoplastischem Wärmeleitpad

Insbesondere Prozessorkühler von Laptops arbeiten mit Wärmerohren (engl.: heat pipes). Wärmerohre sind dünne Rohre, meistens aus Kupfer, in denen sich ein Transportmedium (flüssig + gasförmig) befindet, welches, im Gegensatz zu Metall, die Wärme nicht durch Leitung, sondern durch mit einem Phasenübergang verbundene Konvektion transportiert. An der kalten Seite, d. h. dort, wo das Transportmedium kondensiert, gelangt die Wärme an Kühlrippen, die somit keine direkte Verbindung zum Prozessor haben müssen. Danach gelangt das flüssige Transportmedium zurück zum Prozessor und kann dort wieder neue Wärme aufnehmen, indem es verdampft.

## Geräuschreduzierung
Die Lüfter von aktiven Prozessorkühlern verursachen im Betrieb Lärm. Übliche Größen zur Beurteilung des Lärms sind die Lautheit, der Schalldruckpegel oder der Schallleistungspegel. Die Lautheit wird üblicherweise in Sone angegeben. Schalldruckpegel und Schallleistungspegel werden üblicherweise in Dezibel (dB(A)) oder Bel angegeben.
Passive Prozessorkühler arbeiten geräuschlos, da keine bewegten Teile vorhanden sind. Sie können nur dort zum Einsatz kommen, wo Prozessoren so wenig Leistung in Wärme umsetzen, dass eine passive Kühlung ausreicht. Die mögliche Abwärme hängt dabei auch davon ab, wie groß der Kühler gebaut werden kann.
Eine Wasserkühlung mit lüfterlosen Radiatoren kann ebenfalls beinahe geräuschlos arbeiten (bis auf das Pumpengeräusch), kann aber nicht überall eingesetzt werden.
Heute werden die Hauptprozessoren in PCs in der Regel mit einer aktiven Luftkühlung gekühlt. Je nach Größe des verwendeten Kühlkörpers variiert die Kühlleistung. Ebenso hängt die Kühlleistung auch mit dem Volumenstrom der über den Kühler geblasenen Luft zusammen.
Große Lüfter, die auf großen Kühlern zum Einsatz kommen, erzeugen den benötigten Volumenstrom bei kleineren Drehzahlen als kleine Lüfter, die auf kleineren Kühlern zum Einsatz kommen. Große Lüfter erzeugen deshalb bei gleicher Kühlwirkung weniger Lärm als kleine, schnell drehende Lüfter und sind auch effizienter.

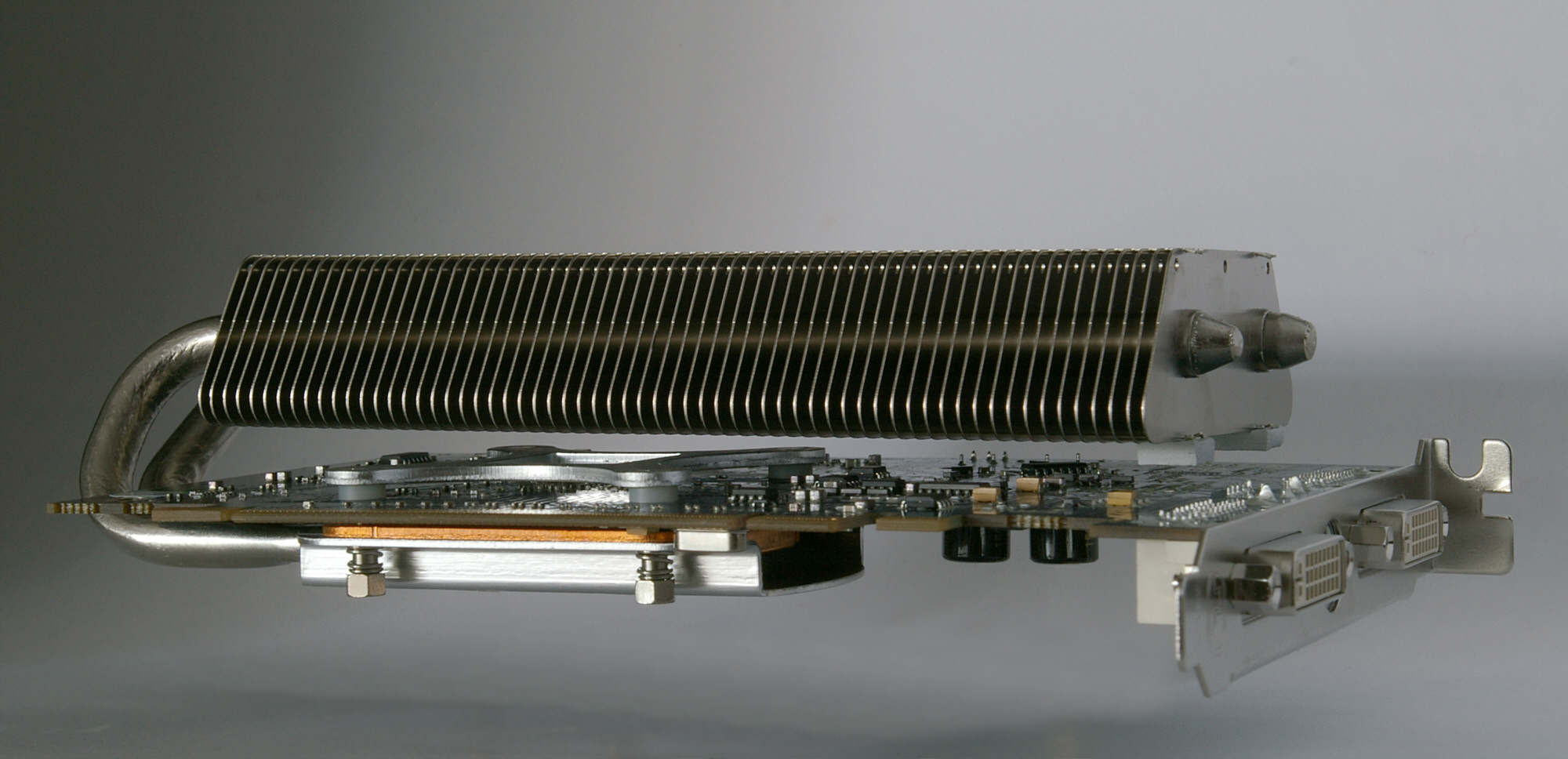
Lüfterlose Grafikkartenkühlung mit Wärmerohren

Grafikkartenhersteller verbauen aus Platzmangel oft nur kleine Lüfter mit entsprechend hoher Drehzahl. Es zeichnet sich aber auch hier ein Trend zu großflächigen Kühlkörpern ab, die dann passiv gekühlt sind oder Lüfter mit größeren Durchmessern erlauben.
Zur Reduktion der Lautstärke von Lüftern kann man diese oft mit reduzierter Spannung und entsprechend niedrigerer Drehzahl betreiben. Zum Teil werden geeignete Adapter vom Lüfterhersteller bereits mitgeliefert, die zum Beispiel den Lüfter mit der 12-V- und der 5-V-Leitung des Netzteils verbinden und den Lüfter so mit 7 V statt 12 V betreiben. Für Lüfter eines Prozessorkühlers kommt dies nur eingeschränkt in Frage, da mit der Lüfterdrehzahl auch die Kühlleistung sinkt; man muss prüfen, ob der Prozessor damit noch ausreichend gekühlt wird.
Temperaturabhängige Lüftersteuerungen, mit denen die meisten Mainboards heute ausgestattet sind, verwenden elektronisch per Pulsweitenmodulation (PWM) steuerbare Lüftermotoren (mit vierpoligem Stecker) und passen die Drehzahl an den Kühlleistungsbedarf an.